# Iuri Dmítrievitx Sokolov
|  | Per a altres significats, vegeu «Iuri Sokolov». |

Iuri Dmítrievitx Sokolov (rus: Юрий Дмитриевич Соколов)  (Labinsk, 26 de maig de 1896 - Kíiv, 2 de febrer de 1971) va ser un matemàtic soviètic.

## Vida i obra
Tot i haver nascut al Caucas del Nord on el seu pare, cosac, era militar i la seva mare mestra, Sokolov va estudiar a la universitat de Kíiv, després de fer els estudis secundaris a la seva vila natal de Labinsk. A Kíev, es va graduar en matemàtiques el 1921 i, a continuació, va ser nomenat investigador al Institut de Matemàtiques de l'Acadèmia de Ciències de la República Socialista Soviètica d'Ucraïna. El 1929 va obtenir el doctorat amb una tesi sobre el problema dels tres cossos i aquest mateix any va obtenir el títol de professor.
A partir de 1934 va treballar a l'Institut de Matemàtiques. El 1937 va ser un dels pocs defensors de Mikhail Kravtxuk qui, finalment, va ser condemnat al gulag el 1938.
Durant la Segona Guerra Mundial, quan Kíev va ser ocupada pels nazis i les institucions soviètiques es van traslladar a l'oest, Sokolov va romandre a Kíev, ja que no va poder ser evacuat, i va dirigir l'observatori astronòmic de la ciutat durant l'ocupació. Des d'aquest càrrec va aconseguir enganyar els agents de la Gestapo, aconseguint que no s'induïssin els equips científics de l'observatori en la seva retirada. També va aconseguir salvar la vida del professor jueu S. I. Zukhovitsky, motiu pel qual ell i la seva esposa van ser nomenats Justos entre les Nacions el 1984.
Sokolov va publicar un centenar d'articles científics, dues monografies i dos llibres de text, entre els quals destaquen els seus treball d'hidrodinàmica en el perióde 1951-1955. El 1967 va publicar el seus llibre Метод осреднения функциональных поправок (Mètode de promitjar les correccions funcionals) en el que descriu el que avui es coneix com mètode Solokov per obtenir aproximacions de les solucions d'equacions diferencials i integrals.